# Thomas Kearns
Pour les articles homonymes, voir Kearns.
Thomas Kearns (11 avril 1862 - 18 octobre 1918) est un homme politique américain, membre du Parti républicain et sénateur des États-Unis pour l'État de l'Utah de 1901 à 1905.